# Dariel Alarcón
Dariel Alarcón Ramírez, mais conhecido como Benigno (Manzanillo, 1939 — Paris, 24 de março de 2016), foi um guerrilheiro cubano.
Benigno entrou no grupo do comandante Camilo Cienfuegos aos 17 anos, depois que os soldados do ditador Fulgencio Batista incendiaram sua propriedade em Sierra Maestra e mataram sua mulher, Noemi, de 15 anos, que estava grávida de oito meses.
Ele foi companheiro de Ernesto Che Guevara durante a campanha revolucionária na Bolívia. Foi um dos três cubanos sobreviventes da emboscada promovida pelo exército boliviano contra uma dezena de guerrilheiros, em 9 de outubro de 1967, nos Andes.
Entre outubro de 1967 e fevereiro de 1968, Benigno cruzou a pé os Andes, perseguido por 2 mil quilômetros pelas forças armadas bolivianas. Chegou até o Chile, onde Salvador Allende, então senador do Chile, os recebeu e organizou sua saída do país. Viajou para Havana, onde foi recebido com pompa, em 6 de março de 1968.
Em 1996 exilou-se na França, país onde morreu em 24 de março de 2016, de câncer generalizado, num hospital de Paris.
Benigno tornou-se um duro crítico de Fidel Castro, acusando o líder cubano de ter abandonado Che Guevara à própria sorte no exterior. Acreditava que a morte de Guevara fez parte de um complô entre Fidel e a União Soviética, que julgava Guevara um risco para os seus projetos imperialistas.